# Brynolf Hesselgren
Brynolf Hesselgren, född 25 november 1770 i Uppsala, död 21 november 1830 i Piteå socken, var en svensk präst och riksdagsledamot.

## Biografi
Brynolf Hesselgren var son till Eric Hesselgren och Elisabeth Margareta Asp samt dotterson till Matthias Asp. 1786 inskrevs han vid Uppsala universitet och disputerade 1789 för Jacob Fredrik Neikter med De usu linguæ latinæ samt 1794 för Johan Adam Tingstadius med Dictiones Arabicæ ex carmine Tograi, varpå han promoverades till magister. Han blev därefter docent i österländska språk vid universitetet och notarie vid domkapitlet i Uppsala för att sedan prästvigas 1798. Han avlade pastoralexamen 1802 och blev teologie licentiat 1805. År 1809 utnämndes han till teologie doktor och till prost, bägge honoris causa. Han var från 1807 kyrkoherde i Åkerby och Jumkil, men blev 1817 kyrkoherde i Piteå socken med tillträde 1818.
Hesselgren var riksdagsman 1815.

### Familj
Hesselgrens hustru Eriana Christina Nyström var dotter till en komminister i Gamla Uppsala. Sonen Brynolf var vice kommissionslantmätare och organist. Dottern Hedvig Sofia var gift med en hemmansägare i Öjebyn.